# إيلا نيجروتسي
إيلا نيجروتسي (بالرومانية: Ella Negruzzi)‏ (1876 – 1948)
هي محامية رومانية وناشطة حقوق المرأة، وهي أول محامية في رومانيا. وقد شاركت في تأسيس المنظمات الآتية: اتحاد تحرير المرأة الرومانية (1917)، وجمعية المحامين الديمقراطيين (1935)، وجبهة المرأة (1936).

## مطلع حياتها
وُلدت إيلا نيجروتسي في 11 سبتمبر 1876 في قرية تريفيشت في إقليم مولدوفيا التابع لدولة رومانيا التي تأسست حديثًا آنذاك. ورغم أن هوية والدتها مجهولة إلا أنها ترعرعت وسط رجال بارزين. فقد كان والدها ليون نيجروتسي كاتبًا؛ وكان عمها يعقوب نيجروتسي كاتبًا أيضًا، وشغل منصب رئيس الأكاديمية الرومانية مرتين؛ وكان جدها كونستاتين نيجروتسي عمدة مدينة ياش في وقت من الأوقات. والتحق أخوها بالجيش الروماني حتى صار فريقًا. والتحقت إيلا بمدرسة ابتدائية في ياش ومن ثم استكملت تعليمها الثانوي في مدرسة إكسترناتول للبنات (وهي تعرف حاليًا بكلية ميهاي إيمنسكو).
وتوفي والدها عندما كانت مراهقة، وتكفل عمها يعقوب بتوفير فرصة التعليم لها ولأخيها. واستكملت إيلا تعليمها في جامعة ياش، ودرست التاريخ والقانون والفلسفة. وفي عام 1913 حاولت إيلا أن تلتحق بنقابة المعلمين في ياش لتكون أول امرأة تفعل ذلك. ولكن قوبل طلبها بالرفض بسبب حظر النساء من المشاركة السياسية وممارسة مهنة المحاماة. ومن ثم انتقلت إلى غالاتس لإعادة المحاولة تارة أخرى. وفي تلك المرة استطاعت أن تحظى بدعم المحامي البارز كورنليو بوتيز، ولكن تلك المحاولة باءت بالفشل أيضًا. وفي عام 1917 قدمت إيلا إلى جانب نسويات أخريات طلب التماس إلى مجلس الشيوخ، وطالبوا فيه بحقوق النساء السياسية والمدنية، ولكنهن قوبلن بالرفض. وفي السنة التالية شاركت إيلا في تأسيس اتحاد تحرير المرأة الرومانية. وألحت منصة الاتحاد على حق المرأة في المشاركة في المجتمع المدني مما يتضمن كذلك حق التعليم والتوظيف والمشاركة السياسية. وفي عام 1919 حاولت للمرة الثالثة أن تتقدم لاختبار نقابة المحامين في مدينة بوخارست، وسُمح لها في النهاية باجتياز الاختبارات. وفي عام 1920 – بعد ست سنوات من محاولتها الأولي – صارت إيلا نيجروتسي أول محامية في رومانيا.

## حياتها المهنية
وبعد حصولها على مؤهلاتها شرعت إيلا في ممارسة مهنة المحاماة في غالاتس ولاحقًا انتقلت إلى بوخارست. واستمرت في أنشطتها النسوية. وفي الفترة التي تفصل بين الحرب العالمية الأولى والثانية كانت إيلا تقود اتحاد تحرير المرأة بمساعدة إلينا مايسنر. ثم اشتغلت بالكتابة، وتميزت بغزارة أعمالها التي تناقش القضايا التي تحد من مشاركة المرأة، مثل القيود المفروضة على فرص المرأة في العمل، والسياسات التي تعرض النساء للفصل من العمل بصفة أكبر عن غيرهم في حالة حصولهن على وظيفة من الأساس. وساهمت إيلا في تأسيس شبكات من المدارس المهنية والجمعيات التعاونية في المناطق الريفية بهدف زيادة فرص النساء في الحصول على وظيفة. كما أنها كانت تدعم فكرة تعليم البغايا وإعادة تأهيلهن عوضًا عن احتقار المجتمع لهن. وفي خلال المدة التي سبقت إعلان تنفيذ دستور رومانيا عام 1923 كانت إيلا تعمل بلا كلل على تمكين النساء من المشاركة في السياسة. ونجحت التغييرات التي طالبت بها النسويات في تحقيق أهدافها إلى حد ما، وانضمت إيلا إلى الحزب الوطني للقرويين. وفي عام 1929 رشحت إيلا نفسها لعضوية مجلس مدينة بوخارس بعدما سُمح للنساء أن يشاركن في الانتخابات المحلية بصفتهن مرشحات. وإلى جانب كاليبسو بوتيز، وأليكساندريا كانتاكوتسينو، كانت إيلا نيجروتسي من بين أول ستة نساء يُنتخبن لعضوية مجلس المدينة.
وفي أثناء فترة الكساد العظيم في الثلاثينيات تم تعديل الدستور مرة أخرى في عام 1932 لمنح النساء نفس الحقوق المدنية التي يتمتع بها الرجال تقريبًا، ولكن في ذات الوقت دشنت الحكومة حملة لتقييد قدرة النساء على العمل، وتحجيم الفوائد الاجتماعية التي تُمنح للنساء. ومع صعود النازية في ألمانيا كانت إيلا تجاهر بمعارضتها للحرب، وكان لها دور فعال في الحركة المضادة للفاشية. فقد ساهمت في تأسيس جمعية المحامين الديموقراطيين في عام 1935 لمكافحة انتشار الفاشية. وفي عام 1936 أسست إيلا منظمة باسم «جبهة المرأة»، وذلك بهدف تدريب النساء على الدفاع عن حقوقهن الثقافية والاجتماعية والاقتصادية والسياسية بصفة انتظامية. وتعرضت إيلا إلى عدد من تهديدات القتل بسبب دفاعها عن أنا بوكر قائدة الحزب الشيوعي في رومانيا. واضطرت إيلا أن تنتحى عن دورها في المشاركة العلنية بعد تحول نظام الملك كارول الثاني إلى دكتاتورية، ولكنها رفضت أن تذعن لسياساته.

## الوفاة والإرث
توفيت إيلا في 19 ديسمبر 1948 في بوخارست. وهي لا تزال تُعرف بدورها البارز في تأسيس حقوق المرأة في رومانيا.